# Hydroides humilis
Hydroides humilis är en ringmaskart som först beskrevs av Bush 1905.  Hydroides humilis ingår i släktet Hydroides och familjen Serpulidae. Inga underarter finns listade i Catalogue of Life.